# Minona Corona
Minona Corona es una corona que se encuentra en el planeta Venus a 23,5°N 218,5°E . Está ubicado en el cuadrángulo V-27 (Ulfrun Regio) y lleva el nombre de la diosa beninesa Minona, que otorga fertilidad tanto a la mujer como a la Tierra.

## Geografía y Geología
Minona Corona cubre un área circular de aproximadamente 130 kilómetros (81 millas) de diámetro.